# الشاب البالغ (علم نفس)
عادة ما يكون الشاب البالغ (بالإنجليزية: A young adult)‏ شخصًا يتراوح سنه من سن المراهقة المتأخرة أو أوائل العشرينات إلى الثلاثينات، على الرغم من اختلاف التعاريف والآراء، مثل مراحل تطور الإنسان لإريك إريكسون. وتسبق مرحلة الشاب البالغ مرحلة البلوغ الفعلية. وتتراوح أعمار الشخص في مرحلة البلوغ الوسطى بين 40 و41 إلى 64. والمقصد من مصطلح الشاب البالغ هو قدرته على اتخاذ القرارات الصحيحة بنفسه حيث إنه عبر مرحلة الطفولة وأصبح قادرًا على الفصل والاختيار بحكمة.

## المدة العمرية23
لا يمكن تحديد الجدول الزمني لمرحلة بلوغ الشاب تمامًا؛ لمجموعة متنوعة من الأسباب - مما ينتج عنه نتائج مختلفة حسب خليط مختلف من المؤشرات المتداخلة المستخدمة (القانونية، والنضج، والمهنية، والجنسية، والعاطفية وغيرها)، أو إذا تم أخذ «منظور تنموي»... [أو] منظور التنشئة الاجتماعية في عين الاعتبار.
وتكون المراحل الفرعية لأنماط النمو النفسي الاجتماعي في هذا الجدول الزمني متحركة، ويجب مراعاة كل من التغيير الاجتماعي والتغيرات الفردية، ناهيك عن الاختلافات الجهوية والثقافية. ويمكن القول في الواقع إنه مع معدل عيش الناس لفترة أطول، وكذلك بلوغهم سن البلوغ في وقت مبكر، «تصبح معايير العمر لأحداث الحياة المهمة مرنة تماما» بحلول القرن الحادي والعشرين.
واقترح البعض أنه بعد "مرحلة ما قبل البلوغ، في العشرين عامًا الأولى أو نحو ذلك، تمتد المرحلة الثانية، البلوغ المبكر، من سن 17 إلى 45 عامًا، وهي مرحلة البلوغ التي تتمتع بأكبر قدر من الطاقة والوفرة والتناقض والإجهاد. وفي السياق ذاته، يعتبر "الانتقال المبكر للبالغ (17-22) بمثابة جسر تنموي بين مرحلة ما قبل البلوغ وسن البلوغ المبكر"، مع العلم أن "الانتقال إلى مرحلة البلوغ ليس خط تقسيم واضح". ويمكن الحديث بدلاً من ذلك عن "مرحلة البلوغ المؤقتة (18-30). بدء مرحلة البلوغ الأولى" التي تليها.

## الصحة
يمكن اعتبار سن البلوغ الأول الفترة العمرية التي يتمتع فيها البالغون عمومًا بصحة جيدة ولا يتعرضون للأمراض أو مشاكل الشيخوخة. وتصل القوة والأداء البدني إلى ذروتهما من 18 إلى 39 عامًا. وقد تنخفض المرونة مع تقدم العمر في مرحلة البلوغ.
تصل النساء إلى ذروة الخصوبة في أوائل العشرينات من العمر:
- في سن 30: 75٪ سوف يكون لديهم مفهوم ينتهي بالولادة الحية خلال عام واحد.
- في سن 35: 66 ٪ سيكون لديهم مفهوم ينتهي بالولادة الحية خلال عام واحد.
- في سن 40: 44 ٪ سيكون لديهم مفهوم ينتهي بالولادة الحية خلال عام واحد.[14][15]

في البلدان المتقدمة، عادة ما تكون معدلات الوفيات للفئة العمرية 18-40 منخفضة للغاية. الرجال هم أكثر عرضة للوفاة في هذه السن من النساء، وخاصة في الفئة 18-25: وتشمل الأسباب حوادث السيارات والانتحار. تتراجع إحصائيات الوفيات بين الرجال والنساء خلال أواخر العشرينات والثلاثينيات، ويعزى ذلك جزئيًا إلى الصحة الجيدة والسلوك الأقل مخاطرة.
فيما يتعلق بالمرض، فإن السرطان أقل شيوعًا بين الشباب منه في البالغين. الاستثناءات هي سرطان الخصية وسرطان عنق الرحم وسرطان وداء لمفوما هودجكين. في أفريقيا جنوب الصحراء الكبرى، ضرب فيروس نقص المناعة البشرية / الإيدز السكان البالغين في سن مبكرة بشكل خاص. وفقًا لتقرير للأمم المتحدة، زاد مرض الإيدز بشكل كبير بين سن 20 إلى 55 بين الذكور الأفارقة و 20 إلى 45 للإناث الأفريقيات، مما قلل من العمر المتوقع في جنوب إفريقيا بنسبة 18 عامًا وفي بوتسوانا بنسبة 34 عامًا.

## نظريات إريك إريكسون عن البلوغ المبكر
وفقًا لإريك إريكسون، في أعقاب التركيز على المراهقين على تشكيل الهوية، «الشاب البالغ، الخارج من البحث عن الهوية والإصرار عليها، متحمس ومستعد لدمج هويته مع هوية الآخرين. إنه (أو هي) مستعد للحميمية، أي القدرة على الالتزام بالانتماءات والشراكات الملموسة.» القيام بذلك يعني القدرة «على مواجهة الخوف من فقدان الأنا في المواقف التي تستدعي التخلي عن الذات: في تضامن الانتماءات الحميمة، في هزات الجماع والعلاقات الجنسية، وفي صداقات حميمة وفي الصراع البدني». تجنب مثل هذه التجارب «بسبب الخوف من فقدان الأنا قد يؤدي إلى شعور عميق بالعزلة وما ينتج عن ذلك من امتصاص الذات».
وقد يجد الشاب البالغ عندما يتجنب العزلة بدلاً من ذلك أن «العلاقات الجنسية المرضية تزيل بطريقة أو بأخرى الأعمال العدائية والغضب المحتمل الناجم عن تناقض الذكور والإناث، والحقيقة والخيال، والحب والكراهية»، وقد تنمو لتصبح القدرة على تبادل الألفة والحب والرحمة.
في المجتمعات الحديثة، يواجه الشباب في سن المراهقة المتأخرة وبداية العشرينات عددًا من القضايا عند الانتهاء من المدرسة والبدء في شغل وظائف بدوام كامل وتحمل مسؤوليات أخرى في مرحلة البلوغ؛ «الشباب عادة ما يكونون منشغلين بالنمو الذاتي في سياق المجتمع والعلاقات مع الآخرين». ويكمن الخطر في أنه في «المرحلة الثانية، سن البلوغ المبكر يجب علينا اتخاذ خيارات مهمة للغاية فيما يتعلق بالزواج والأسرة والعمل ونمط الحياة قبل أن نحصل على النضج أو تجربة الاختيار بحكمة».
وبينما يكون «سن البلوغ مليئا بالمهام الشاقة للعلاقات الحميمة والالتزامات الرئيسة الأخرى التي تشمل أهداف وظيفية وحياتية»، فهناك أيضًا «مسعى موازٍ لصياغة مجموعة من القيم الأخلاقية». وقد ناقش إريكسون أن ما يسميه «العقل الأيديولوجي» للمراهقة فقط يفسح المجال أمام «هذا الشعور الأخلاقي الذي يمثل علامة الشخص البالغ».
إن بلوغ سن الرشد في المجتمع الحديث ليس دائمًا انتقالًا خطيًا أو واضحا. حيث أنه مع استمرار الأجيال في التكيف، يتم إنشاء علامات جديدة من مرحلة البلوغ تضيف توقعات اجتماعية مختلفة عما يعنيه أن تكون شخصًا بالغًا.

## مرحلة سن 30 الانتقالية
اقترح دانييل ليفينسون أن المرحلة الأولى من مرحلة البلوغ المبكرة تقترب من حوالي ثمانية وعشرين إلى ثلاثين عامًا، أي عندما تنتهي " الشخصية المؤقتة في حوالي 28 عامًا لسمات سن العشرين وتصبح الحياة أكثر خطورة أو ما يسمى بأزمة الثلاثين سنًا" بين عمر 28 و32 عامًا، مع التشديد على أنه "ليس من غير المألوف، عند الاقتراب من الثلاثينيات، تمزيق بنية الحياة الموضوعة لدعم الحلم الأصلي في العشرينات،" والبدء من جديد - لإنشاء أساس لبنية الحياة القادمة. عندما يكون "الانتقال من سن الثلاثين" صعبًا، "في أزمة حادة أو يواجه تهديدًا للحياة نفسها، وخطر الفوضى والانحلال، وفقدان الأمل في المستقبل.